# Бойко Олена Петрівна
Олена Петрівна Бойко (нар. 7 серпня 1972, Київ) — український політик. Народний депутат України 8-го скликання.

## Життєпис
Освіта вища:
1. Державний педагогічний університет ім. М.Драгоманова (1994 р., українська філологія).
2. Національна академія державного управління при Президентові України.

Була помічником-консультантом народного депутата.

## Парламентська діяльність
Голова підкомітету з питань органів самоорганізації населення, місцевих виборів та інших форм безпосередньої демократії Комітету Верховної Ради з питань державного будівництва, регіональної політики та місцевого самоврядування.
Була одним з 59 депутатів, що підписали подання, на підставі якого Конституційний суд України скасував статтю Кримінального кодексу України про незаконне збагачення, що зобов'язувала держслужбовців давати пояснення про джерела їх доходів і доходів членів їх сімей. Кримінальну відповідальність за незаконне збагачення в Україні запровадили у 2015 році. Це було однією з вимог ЄС на виконання Плану дій з візової лібералізації, а також одним із зобов'язань України перед МВФ, закріпленим меморандумом.
Кандидат у народні депутати від партії «Українська Стратегія Гройсмана» на парламентських виборах 2019 року, № 24 у списку.